# Saotherium
Saotherium — вимерлий рід гіпопотамів раннього пліоцену Африки, зокрема Чаду. Він представлений одним видом S. mingoz. Найдавніші скам'янілості з'являються на початку пліоцену, тоді як найпізніші датуються приблизно 4 мільйонами років.
Саотерій був маленьким бегемотом, схожим на карликового бегемота за розміром і морфологією. Подовжена форма його головного мозку та відносно великі орбіти свідчать про можливий еволюційний зв’язок з останнім.